# Edenlandia
Edenlandia è un parco divertimenti di Napoli sito in viale Kennedy nel quartiere Fuorigrotta.
È stato il primo parco divertimenti italiano, in quanto la sua costruzione cominciò nel 1937, interrotta a causa della guerra e proseguita negli anni sessanta, con l'inaugurazione nel 1965.
Chiuso dal 2011 al 2013, nel 2014 il parco fu acquistato dalla società New Edenlandia, che lo riaprì al pubblico il 26 luglio 2018. Il parco chiude di nuovo i battenti il 7 marzo 2025 in seguito a un controllo Commissione di Pubblico Spettacolo e della Polizia Locale, per "gravi carenze di manutenzione". L'area racchiusa dal parco è di 40000 m².
Il 18 aprile 2025 il comune di Napoli e la commissione prefettizia hanno riaperto il parco con tutte le giostre del parco in funzione.

## Origini
Il parco di divertimenti era parte di un progetto del periodo fascista come parco giochi all'interno della Mostra d'Oltremare. Gli archi che accolgono i visitatori all'entrata del parco erano, nel progetto, ispirati alle onde del mare, ma è diffusa la credenza che siano ispirati alla firma di Mussolini, riproposta in versione monumentale. Questi archi posti all'ingresso sono tra i simboli più identificativi del parco. Durante la seconda guerra mondiale, il progetto di parco di divertimenti fascista venne abbandonato, dato che la Mostra venne prima severamente danneggiata dai bombardamenti Alleati e poi usata come accampamento militare.

## Storia

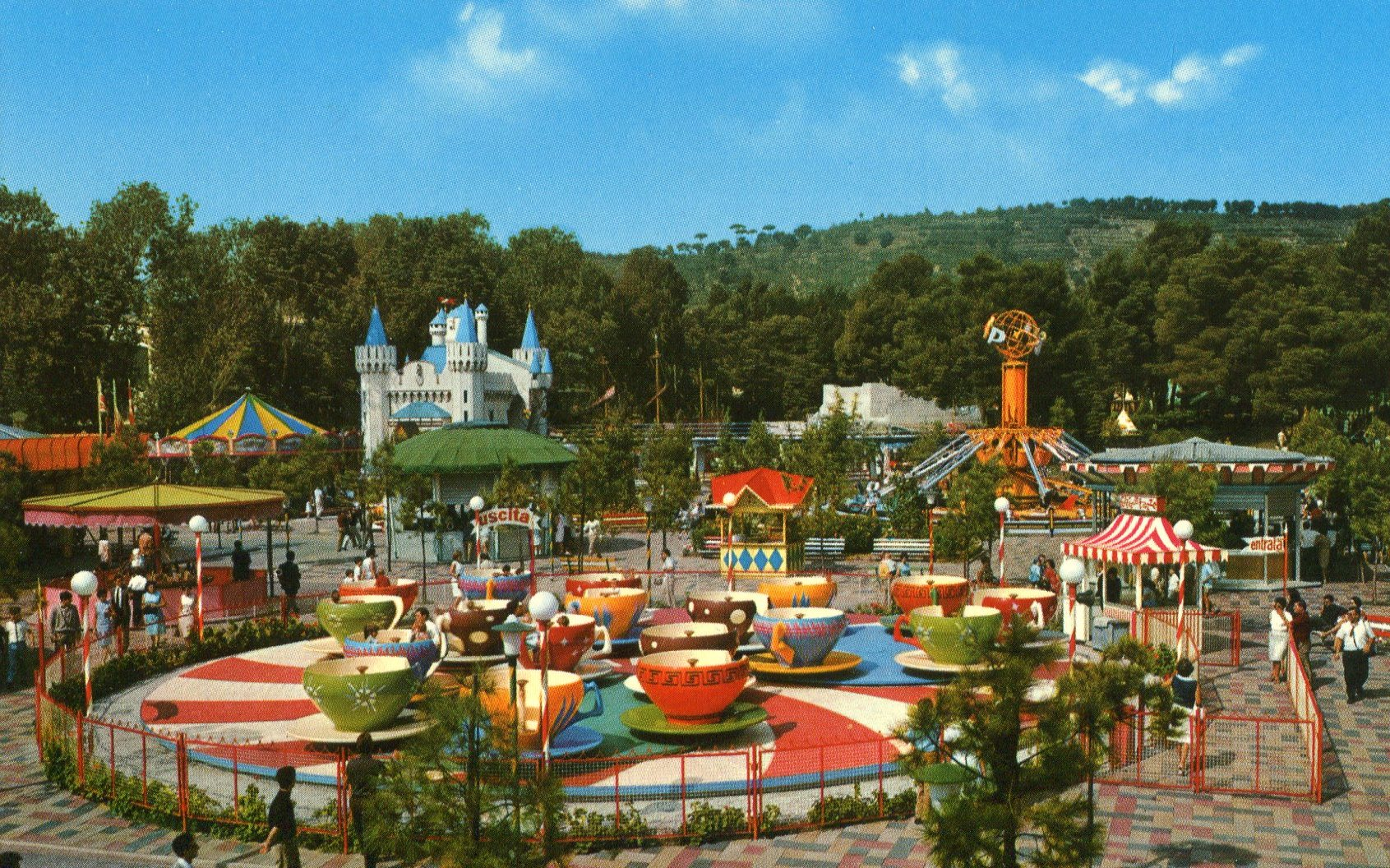
Panoramica del parco nel 1965

Prima di Edenlandia, nella villa comunale di Napoli c'era solo un piccolo Luna Park con il trenino, l’autoscontro, l’autopista, le montagne russe, i dischi volanti e la ruota panoramica.

### Anni 1960: l'apertura del parco
Il parco divertimenti aprì le porte il 19 giugno 1965 grazie all'impegno degli imprenditori Oreste Rossotto e Ciro De Pinto, e anche grazie all'avvocato Luca Grezio che era il legale della società. La planimetria del parco venne preparata da Oreste e da Luigi Falchero. In particolare Edenlandia si deve alla progettualità di Cesare Rosa dalla cui penna sono nate le giostre Autopista del sole, Cascate del Niagara (i tronchi) ed altre attrattive. Successivamente è entrato nel gruppo di Edenlandia Luigi Fachero con mansioni di direttore. Edenlandia è il primo esperimento europeo di parco ispirato a quello nato 10 anni prima in California: Disneyland.
Anche il logo napoletano seguì la falsariga di quello americano: il carattere di scrittura scelto fu il carattere gotico ed il simbolo un castello. I colori designati a rappresentare il parco furono il giallo per la scritta Edenlandia e il colore blu per il castello. Il logo rimase invariato fino al 1990, quando attorno al castello fu aggiunta una corona di stelle, e la scritta fu rifatta a caratteri più pieni. Il castello raffigurato nel logo venne solo successivamente costruito al centro del parco (Castello di Lord Sheidon).

### Anni 1970: attrattiva a livello internazionale
Negli anni settanta il parco diventa un'attrattiva turistica a livello internazionale.
Le attrazioni sono relative a vari temi. Il nome Edenlandia venne scelto pensando a un luogo adatto a tutti, adulti e bambini.
La giostra di Dumbo viene donata dalla Disney negli anni settanta: prese il nome di Jumbo. Non solo a livello di attrazioni come giostre, ma anche nella gastronomia l'Edenlandia conobbe un vero e proprio periodo d'oro: le graffe di Ciro De Pinto e di sua moglie Annunziata Capozzi erano conosciute in tutta la città.
Nel 1975 apre Gardaland, che a metà degli anni ottanta è il parco divertimenti italiano più famoso, che offre più di 500 mila m² contro i 38 mila di Edenlandia.

### Anni 1980 e 1990: il calo di pubblico
Negli anni ottanta e novanta il pubblico di Edenlandia calò sensibilmente, a causa della concorrenza degli altri parchi divertimento, più grandi e moderni, tra cui Mirabilandia, inaugurato al pubblico nell'estate del 1992.

### Anni 2000: la nuova gestione della societàPark&Leisure
Dal 2003 la società Park&Leisure, gestita da Cesare Falchero, prese in gestione il parco, lo zoo e l'ex cinodromo di Napoli. Nel maggio 2008 la società lanciò su Internet un video spot per rilanciare il parco. L'emorragia di pubblico, già iniziata negli ultimi decenni del secolo precedente, diventa inarrestabile.

### Anni 2010: il fallimento, la chiusura e la riapertura del parco
Nel 2010 vennero aggiunte nuove attrazioni al parco, le ultime prima del fallimento.
Il 7 ottobre 2011 il Comune, con la Mostra d'Oltremare proprietaria del terreno nel quale sorge il parco, annunciarono un bando internazionale per salvare il parco dal fallimento e creare un parco di nuova concezione. Il 13 ottobre 2011 venne presentata la richiesta di fallimento da parte della Mostra d'Oltremare alla società Park&Leisure, che gestiva il parco dal 2003, con alle spalle un debito di 13 milioni di euro. Il 21 novembre 2011, il tribunale decretò la prosecuzione delle attività sino al 31 maggio 2012. 
La struttura che comprende allora Edenlandia, lo zoo di Napoli e l'ex cinodromo venne messa a disposizione da Mostra d'Oltremare con un bando internazionale del 24 maggio 2012. Il 28 novembre 2012, la Brain's Park, società con sede a Londra e specializzata in parchi tematici, manifestò interesse per l'acquisto di Edenlandia, garantendo anche il futuro dei 70 lavoratori e vinse il bando. Il parco fu chiuso per consentire l'inizio dei lavori. Il 23 marzo 2013 l'investitore rinunciò a causa di problemi burocratici e per la presenza di strutture abusive all'interno del parco: i dipendenti vennero messi in cassa integrazione.
Diversi gestori si susseguirono, con l'obiettivo di riaprire il parco. Il 30 settembre 2014, il parco passò in gestione dalla società New Edenlandia, con la promessa di riapertura per l'estate del 2015. Nel novembre 2017 fu la Gcr Outsider Holding del gruppo Vorzillo che prense in mano Edenlandia e, il 26 luglio dell'anno successivo, il parco venne riaperto al pubblico, il progetto di ristrutturazione viene curato da Giuseppe Klain dal 2016 al 201832. Chiuso nuovamente dal Comune di Napoli per «gravi carenze in ordine alla manutenzione delle giostre presenti», il parco riaprì il 20 aprile 2025 con tutte le sue 16 giostre in funzione.
Il parco è diviso in 7 aree tematiche: Kiddy, China Town, Pirati, West, Medieval, Sky Fly. L'ingresso è rimasto gratuito, mentre le singole attrazioni sono a pagamento.

## Posizione e collegamenti
Il parco è situato nel quartiere di Fuorigrotta, si trova nei pressi della Mostra d'Oltremare e dello stadio Diego Armando Maradona di Napoli.
La struttura è raggiungibile oltre che dalle svariate fermate d'autobus, dalla ferrovia Cumana grazie alla stazione di Edenlandia o alla stazione di Napoli Cavalleggeri d'Aosta della Linea 2.

## Incidenti mortali
- Il 4 aprile 1989, una bambina di sette anni, dopo essersi alzata in piedi durante la corsa della giostra, cadde da una delle astronavi di Guerre Stellari, perdendo la vita[32].
- Il 14 aprile 2000, un operaio, a seguito di un malore, piombò giù da un'altezza di circa otto metri, durante le operazioni di smontaggio dell'attrazione Mont Blanc, le montagne russe[33].